# Římskokatolická církev na Islandu

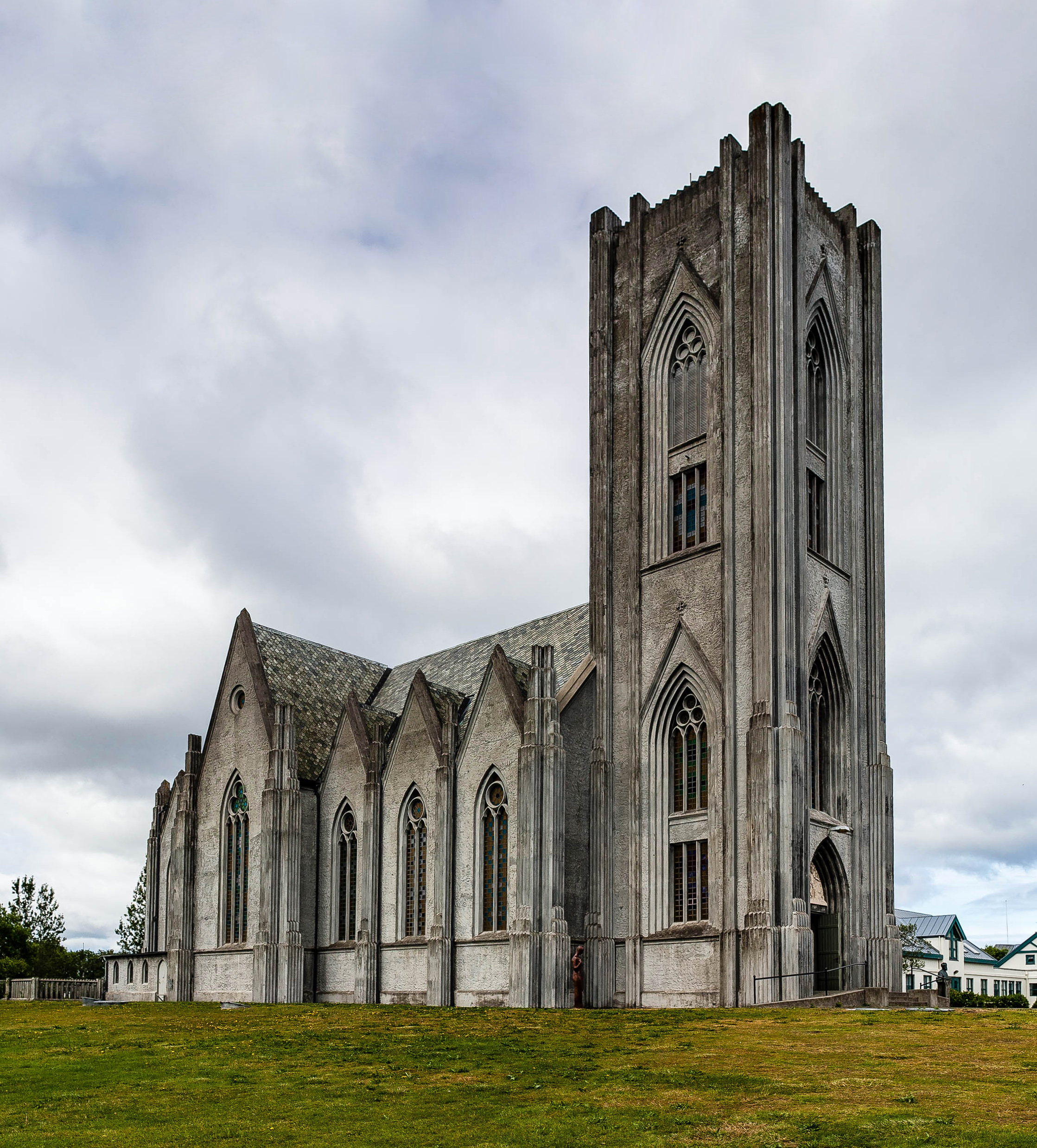
Dómkirkja Krists Konungs

Římskokatolická církev není na Islandu příliš rozšířena, v současné době čítá asi 12 000 katolíků. Počet katolíků poměrně rychle narůstá, a to hlavně díky imigrantům z katolických středo- a východoevropských zemí (zejména Polska, Slovenska či Litvy). Území státu pokrývá diecéze Reykjavík, která je rozdělena do šesti farností Zajímavostí je, že islandská diecése nespadá pod žádnou církevní provincii, tedy pod žádného arcibiskupa-metropolitu. Islandský biskup je tedy odpovědný přímo Svatému Stolci. Islandští biskupové jsou členy Skandinávské biskupské konference. V září roku 2015 jmenoval papež František novým islandským biskupem slovenského kapucína P. Dávida Tencera, O.F.M. Cap., který je jedním z trojice slovenských kapucínských misionářů na ostrově, spravujících vikariát Stella Maris a hlavní náplní jejich pastorační práce je starost o tamní dělníky, kteří pocházejí především z Polska. Většina z 15 islandských kněží pochází z ciziny - především pak z Polska, Slovenska či Irska.

## Dějiny katolictví na Islandu

### Před reformací
Počátky křesťanství na Islandu není úplně lehké určit. Víme, že zde určitý čas pobývali irští mniši, kteří však odjeli bez většího úspěchu. Po nich přišli misionáři ze severního Německa a Norska, kteří pokřtili velkou část obyvatelstva. Na konci 10. století již byl počet křesťanů tak velký, že se tamní vládnoucí vrstvy začaly obávat o mír a jednotu v zemi, jejímž státním náboženstvím bylo stále skandinávské pohanství. V roce 1000 ustanovil po jednání islandského sněmu tehdejší „předseda parlamentu” Thorgeir Þorkelsson Ljósvetningagoði křesťanství za státní náboženství. Po celé 11. a 12. století na Islandu křesťanství vzkvétalo, země byla rozdělena do dvou diecésí - Skálholt a Hólar, vzniklo zde několik klášterů, většinou řídících se řeholí Benediktovou, nebo Augustinovou. Jedním z nejvýznamnějších biskupů byl Þorlákur Þórhallsson (Thorlak Thorhallsson, sv. Thorlak), který se narodil roku 1133 chudým zemědělcům, na kněze byl vysvěcen ještě před dosažením věku 18 let, poté odjel na krátká studia theologie do Francie a Anglie, kde začal inklinovat k augustinianské řeholi. Byl znám pro důsledné vyžadování zachovávání kněžského celibátu, a to v době, kdy byl tento nejen na Islandu většinou kněží ignorován. Podobně dbal na veřejnou mravnost, a odvážil se postavit i mocným, např. jednomu z náčelníků, který měl nemanželský poměr s biskupovou vlastní sestrou. Později se Thorlak stáhnul z veřejného života a uchýlil se do samoty augustinianského kláštera. Byl na Islandu tak populární, že v tamní diecési byl kanonisován již pět let po jeho smrti. Oficiálně ho však kanonisoval a ustanovil za patrona Islandu až v roce 1984 papež sv. Jan Pavel II.

### Období reformace
Během reformace, cca v polovině 16. století, kdy Islandu vládl dánský král Kristián III., se země stala luteránskou, přičemž luteránství se zanedlouho stalo náboženstvím státním. Kněží, mniši i věřící, kteří zůstali věrni katolické víře byli pronásledováni, což vedlo téměř až k občanské válce. Tento odpor skončil (nebo spíše byl skončen) roku 1550, kdy byli popraveny vůdčí osobnosti katolického odporu. Katolictví bylo tedy zakázáno, majetek Církve připadl islandskému vladaři. Zajímavé je, že latina byla oficiálním jazykem islandské církve až do roku 1686, stejně tak mnoho slov z katolické terminologie a další vnější formy církevního života byly zachovány - kupř. bohoslužebná roucha (podobně jako u jiných skandinávských luterských církví). Ti věřící a kněží, kteří nebyli popraveni a odmítli konvertovat k luterství, ze země uprchli, a to povětšinou do Skotska. Po více než tři století nesměl žádný katolický kněz vstoupit na islandskou půdu.

### Návrat katolictví

Populační růst katolíků na Islandu

Církev založila 8. prosince 1855 Apoštolskou prefekturu severního pólu (Præfectura Apostolica Poli Arctici), která zahrnovala i Island. O pár let později se na Islandu usídlili první dva katoličtí misionáři, kterými byli dva francouzští kněží Bernard Bernard a Jean-Baptiste Baudoin. Setkali se s obtížným přijetím, přičemž Bernard zemi opustil, Baudoin v zemi vytrval až do roku 1875, kdy umřel. Před tím, roku 1869 založil papež Pius IX. Apoštolskou prefekturu Dánska, pod kterou Island spadal.
Svoboda vyznání byla na Islandu vyhlášena roku 1874, po přestávce byla katolická misijní činnost obnovena, byl založen kostel, katolická škola a dokonce nemocnice, spravovaná řeholnicemi. Roku 1892 se Island stal součástí Apoštolského vikariátu Dánska a roku 1923 se stal Island samostatnou papežskou prefekturou. O pár let později, roku 1929 se stal Island apoštolským vikariátem (ekvivalentní instituce jako Apoštolský exarchát v ČR církve řeckokatolické). 18. října 1968 dozrála tato entita v samostatnou diecési Reykjavík.
Ve 20. století žili dva významní islandští spisovatelé, kteří byli katolíky - Halldór Laxness, který však byl katolíkem jen po část svého života. Důsledněji katolický byl Jón Sveinsson, který se přestěhoval do Francie a stal se jesuitou, jeho dětské knížky jsou dodnes velmi populární, ačkoliv nepsal v islandštině, Sveinsson byl dokonce vyobrazen na islandské poštovní známce. V roce 1989 navštívil Island papež sv. Jan Pavel II. Katolická církev je dnes se svými asi 4 % populace druhou největší křesťanskou denominací v zemi.